# Maysa Hussein Matrood
Maysa Hussein Matrood is een Iraakse langeafstandsloopster, die uitkwam op de 5000 m op de Olympische Spelen in Sydney. Ze werd er 47ste in een tijd van 17.17,58. Daarmee werd ze in reeks één 16de.